# Johana Anglická (1237)
Johana Anglická (velšsky Siwan, 1188? – 2. února 1237) byla nemanželská dcera anglického krále Jana a manželka Llywelyna, vládce Walesu a krále Gwyneddu.

## Život
Johana se narodila pravděpodobně v době, kdy byl princ Jan ještě svobodný a zdaleka netušil, že se stane anglickým králem. Byl posledním ze čtyř synů z bouřlivého svazku Jindřicha II. a Eleonory Akvitánské. Matkou děvčete je dle nekrologu v Tewkesburských análech Klemencie.
Pravděpodobně roku 1204 byla Johana otcem provdána za jednoho z velšských princů - Llywelyna. Z manželství se jistě narodily dvě děti – Helena a David, a spekuluje se o několika dalších, u kterých je matka nejistá. Roku 1226 získala Johana díky přímluvě nevlastního bratra anglického krále Jindřicha papežský dispens, na jehož základě byl legitimován její původ, ovšem bez nároku jejích dětí na anglický trůn.
O čtyři roky později otřásl Walesem skandál, když byla nalezena s manželovým bývalým vězněm Vilémem z Braose v ložnici. Hrabě zaplatil životem, byl oběšen a Johana byla na rok umístěna v domácím vězení. Llywelyn vzal poté svou ženu zpět a obnovil s ní manželské soužití, které však netrvalo dlouho, protože na počátku roku 1237 zemřela. Llywelyn na manželčinu památku založil františkánský klášter na ostrově Llanfaes, kde byla také pohřbena. Klášter zanikl za vlády Jindřicha VIII., Johanin náhrobek se však zachoval. Dnes je umístěn ve farním kostele Panny Marie a sv. Mikuláše v Beaumaris na ostrově Anglesey.